# ウィー・トーマス
『ウィー・トーマス』(英語: The Lieutenant of Inishmore、原タイトルの意味は『イニシュモアの中尉』)はアイルランド系イギリス人の劇作家マーティン・マクドナーによる戯曲で、アイルランドのアラン諸島にあるイニシュモア島を舞台とするブラックコメディである。2001年にストラトフォード＝アポン＝エイヴォンにてロイヤル・シェイクスピア・カンパニーにより初演された。日本語タイトルは作中に登場するネコの名前である。1996年の『イニシュマン島のビリー』及び未上演の『イニシェリン島の精霊』(The Banshees of Inisheer)とあわせてマクドナーのアラン諸島三部作を構成する。

## 登場人物
- パドレイク…20～25歳くらいの男性、メインキャスト[3]。アイルランド民族解放軍 (INLA) の中尉である。
- デイヴィ…17歳の少年、メインキャスト[4]。
- ドニー…45～50歳くらいの男性、メインキャスト。
- マレード…16歳の少女、メインキャスト[4]。
- クリスティ…30～50歳の男性、助演。
- ブレンダン…18～25歳くらいの男性、助演。
- ジョーイ…18～25歳くらいの男性、助演。
- ジェイムズ…18～25歳くらいの男性、助演。

## あらすじ

### 概要
舞台は1993年のアイルランドである。北アイルランドの和平プロセスは初期段階でつまずいている。通称「狂ったパドレイク」と呼ばれているパドレイクは、あまりにも狂気じみているためアイルランド共和国軍(IRA)ですら活動できず、過激な分派であるアイルランド民族解放軍(INLA)で中尉をしている男である。ベルファストで麻薬売人ジェイムズを拷問していた時に、愛猫ウィー・トーマスが不調だというニュースを受け取る。パドレイクはイニシュモア島に帰郷するが、実はウィー・トーマスは病気ではなく頭をたたき割られて死んでおり、パドレイクの怒りを恐れた父親ドニーと近所の少年デイヴィがことを丸く収めるため病死したことにしようとしていただけだった。ドニーとデイヴィは、デイヴィの妹マレードのネコ、サー・ロジャーを盗んでウィー・トーマスのふりをさせ、誤魔化そうとしていた。真相を知って激怒したパドレイクは、サー・ロジャーを殺し、ドニーとデイヴィも殺そうとするが、そこへINLAのメンバーであるクリスティとブレンダン、ジョーイが入ってくる。INLAは手に負えないパドレイク暗殺を企てて三人をこの島に送り込んでいた。三人はパドレイクを外に引きずり出して殺そうとするが、射撃の達人であり、パドレイクに恋をしているマレードが三人の目を撃ち抜いて逆襲する。クリスティは自分たちがウィー・トーマスを殺したと告白し、パドレイクはクリスティをバラバラにする。パドレイクとマレードは愛し合うようになるが、パドレイクがサー・ロジャーを殺したと察したマレードはバドレイクを殺す。最後に死んだはずのウィー・トーマスが現れ、最初に死んだネコはウィー・トーマスではなかったことがわかる。

### 第1場
ドニーの家。十代の少年デイヴィは近所のドニーの家に飼い猫ウィー・トーマスの死体を運び込み、道路で死んでいるところを見つけたと説明する。黒猫ウィー・トーマスは頭を割られて殺されており、ドニーはデイヴィが自転車で轢いたのだろうと疑うが、デイヴィは否定する。ドニーは、ウィー・トーマスは実は自分のネコではなく、息子でアイルランド民族解放軍 (INLA) の中尉であるパドレイクの愛猫だと説明する。パドレイクはアイルランド共和国軍(IRA)から追い出されるほど暴力的な男だが、ウィー・トーマスのことは15年間も可愛がっていた。ドニーは、デイヴィがネコを殺したと認めれば秘密にしておいてやると言い、デイヴィは押されて一応、認める。ドニーはウィー・トーマスが病死したことにするため、息子のパドレイクに電話してネコが病気だというウソを伝えようと決める。

### 第2場
北アイルランドの倉庫。パドレイクがカトリックにマリファナを売った麻薬売人ジェイムズを逆さづりにし、足の爪をはがす拷問をしている。パドレイクはジェイムズの乳首を切り落とそうとするが、そこで父ドニーから電話があり、ネコのウィー・トーマスが病気だと伝えられる。パドレイクは泣いてすぐイニシュモア島に帰ると伝える。ジェイムズがネコ好きで、ウィー・トーマスを心配しているのを見たパドレイクは、もうマリファナを売るなと釘を刺してジェイムズを解放する。

### 第3場
路上。デイヴィの妹マレードは、ウィー・トーマスの死に怒って自転車をいじっていたデイヴィの頬を空気銃で撃つ。16歳のマレードは牛の目を撃って射撃の腕を上げており、食肉産業へのテロ行為だとうそぶいている。デイヴィは自分はウィー・トーマスを殺していないと言い張り、マレードと言い争う。話の内容から、マレードが自分と同じくネコ好きのパドレイクに恋心を抱いていて、政治的立場にも共感していることがわかる。デイヴィは、ドニーがウィー・トーマスのかわりになる黒猫を探していると説明する。そこへクリスティという男が通りかかり、パドレイクの友人だと名乗って、デイヴィをウィー・トーマス殺しでなじるが、デイヴィは否定する。デイヴィはクリスティに、パドレイクは翌日午後に戻ると伝える。マレードはデイヴィの自転車を壊す。

### 第4場
ドニーの家。ウィー・トーマスに似たネコが見つからなかったため、マレードが飼っているオレンジ色のネコ、サー・ロジャーを盗んで靴墨で黒く塗ろうとしていた。ドニーもデイヴィもこの計画は無理があるとわかっており、酒を飲んで話し合う。

### 第5場
路上。クリスティとブレンダン、ジョーイが座っており、この三人はINLAのメンバーでパドレイクを殺しにきたことがわかる。実はクリスティとブレンダンがウィー・トーマスを殺したのであり、これはパドレイクをイニシュモア島に帰郷させて無防備なところを殺すための作戦だった。三人は言い争うが、これをマレードがこっそり立ち聞きしていた。

### 第6場
早朝の波止場。パドレイクが船から下りるとマレードが待っている。アイルランドのために戦いたいというマレードをパドレイクはバカにし、マレードが色目を使ってもはねつける。マレードは不機嫌になり、ドニーからのニュースとしてウィー・トーマスは「最悪は脱した」と伝える。パドレイクは喜んでマレードにキスするが、マレードはパドレイクを掴んでより強くキスする。パドレイクは混乱しながら家に戻ろうとする。

### 第7場
ドニーの家。デイヴィとドニーが酔っぱらいながらサー・ロジャーの細工を仕上げようとしている。デイヴィはウィー・トーマスの墓にたてる十字架も作った。ドニーはデイヴィに午前九時に起こすよう頼み、ふたりは寝てしまう

### 第8場
午後、ドニーの家。デイヴィとドニーが寝過ごしていると、パドレイクが帰ってくる。パドレイクはお墓の十字架を見つけて激怒し、ふたりを起こしてウィー・トーマスのことを問い詰める。ふたりはサー・ロジャーを指して、病気のせいでオレンジになり、靴墨のにおいがするようになったと言うが、パドレイクは全く騙されず、怒ってネコを撃つ。ドニーとデイヴィを縛り上げ、ようやくウィー・トーマスが死んだときかされる。パドレイクはウィー・トーマスの死の責任をとらせるためふたりを撃とうとするが、そこにクリスティとブレンダン、ジョーイが入ってきてパドレイクに銃をつきつけ、手を縛る。INLAの三人の説明によると、組織は庇護下にある麻薬売人をパドレイクが拷問したことと、パドレイクが分派であるINLAからさらに分派を作る話をしていたことに怒っており、またクリスティの片目がなくなったこともパドレイクのせいだとわかる。パドレイクは家から引きずり出されながら、戻ってきてデイヴィとドニーを殺すと誓う。外で射撃音が聞こえ、命拾いしたかと思うドニーとデイヴィだが、INLAの三人がマレードの射撃で目をつぶされて戻ってくる。パドレイクとマレードが手をつないで家に戻り、パドレイクは三人を射つ。パドレイクはマレードにアイルランドのために一緒に戦ってくれるかと頼み、マレードは承諾する。愛し合うようになったふたりはドニーとデイヴィを殺そうとするが、そこでクリスティが弱々しく自分がウィー・トーマスを殺したと告白する。パドレイクはクリスティを死ぬまで拷問しようとする。

### 第9場
夕方。パドレイクはクリスティをバラバラにし、ドニーの裏庭から掘り出したウィー・トーマスの死体にしがみついている。ドニーとデイヴィは嫌々ながらブレンダンとジョーイの死体切断をやらされている。マレードとパドレイクは将来の相談をし、パドレイクは「ウィー・トーマス軍団」という分派を作ろうと提案し、マレードに求婚する。マレードはサー・ロジャーの死体を見つけ、キスで油断したパドレイクを射殺する。マレードはドニーとデイヴィに片付けるように言って、自ら「イニシュモアの中尉」を名乗って出ていく。ドニーとデイヴィが嘆いていると、急にネコが入って来て、ウィー・トーマスだとわかる。殺されたネコはウィー・トーマスではなかった。四人の男と二匹のネコが死んだのにウィー・トーマスが生きているということにショックを受けたドニーとデイヴィはこのネコを殺そうとするが、できない。結局、ウィー・トーマスにえさをやる。

## 上演

### 英語版

#### イギリス
マクドナーは本作を1994年頃には書き始めていたが、北アイルランド問題を扱った政治的かつ暴力的な内容ゆえに引き受ける劇場が見つからず、初演までには7年かかった。マクドナーは2000年に本作をロイヤル・コート劇場に送ったが、上演を断られた。結局、2001年5月にストラトフォード＝アポン＝エイヴォンのジ・アザー・プレイスにて、ロイヤル・シェイクスピア・カンパニーにより初演されることとなった。その後、2002年にロンドンのピット劇場及びギャリック劇場その他を巡業した。2003年度のローレンス・オリヴィエ賞では最優秀コメディ賞を受賞している。
2008年にはアーチウェイ・シアターがサリー州ホーリーにて本作を上演した。
2018年の6月から9月にかけて、ノエル・カワード劇場にてマイケル・グランデージ演出、エイダン・ターナー主演で上演された。

#### アイルランド
2003年10月、ロイヤル・シェイクスピア・カンパニーによるツアーでダブリン初演となったが、巡業メンバーの演技が非常に不評で、不入りであった。

#### アメリカ合衆国
2006年2月27日にニューヨークにてアトランティック・シアター・カンパニーが再演を行い、ウィルソン・マイラムが演出をつとめ、デイヴィッド・ウィルモットがパドレイク役、ドーナル・グリーソンがデイヴィ役を演じた。ルシール・ローテル賞にノミネートされた他、マーティン・マクドナーはオビー賞を受賞した。
2007年には、スチュアート・カーデンが演出をつとめ、ピッツバーグ・アイリッシュ・アンド・クラシカル・シアターにてペンシルヴェニア州ピッツバーグで上演された。同年にフロリダ州コーラル・ゲーブルズにあるゲーブルステージにてジョセフ・アドラーの演出で上演された他、ニューメキシコ州アルバカーキのセル劇場にて、じゃクリーン・リードの演出により、フュージョン・シアター・カンパニーも本作を上演している。
2008年にはスチュアート・カーデンの演出により、ミズーリ州セントルイスでレパートリー・シアター・オヴ・セントルイスが本作を上演した。この上演はケヴィン・クライン賞で五部門にノミネートされ、パドレイク役のデヴィッド・ウェイランが主演男優賞を受賞した。同年にはテキサス州ヒューストンのアリー・シアターにて、グレゴリー・ボイドの演出で上演された他、コロラド州デンヴァーのキュリアス・シアター・カンパニーがチップ・ウォルトン演出版を、サンホセ州立大学がマシュー・スパングラー演出版を、マサチューセッツ州ボストンのアーセナル・センター・フォー・アーツにてニュー・レパートリー・シアターがデイヴィッド・R・ギャモンズ演出版を上演している。
2009年にはフロリダ州タンパでジョブサイト・シアターがストラッツ・センター・フォー・パフォーミング・アーツにてデヴィッド・M・ジェンキンズ演出版が、カリフォルニア州バークリーでバークリー・レパートリー・シアターがローダ・シアターにてレス・ウォーターズ演出版を、イリノイ州スコウキーのノースライト・シアターにてB・J・ジョーンズ演出版が上演された。
2010年にはセンター・シアター・グループがロサンゼルスのマーク・テイパー・フォーラムにて本作を上演し、アメリカ初演時同様ウィルソン・マイラムが演出をつとめ、クリス・パインがパドレイク役を演じた。 

#### オーストラリア
2003年にシドニーのベルヴォワ・ストリート・シアターでニール・アームフェルド演出により、カンパニーBが本作を上演した。前年に多数のオーストラリア人が犠牲となったバリ島爆弾テロ事件が発生しており、そうした政情を反映した上演であった。アームフェルドがこの芝居をとりあげた背景には、当時首相であったジョン・ハワード政権や、オーストラリアによるイラク戦争への協力に対する批判があった。
2008年にクイーンズランド州ブリスベンのスー・ベナー・シアターがスコット・ウィットの演出により本作を上演した。

### 日本語版
2003年8月にPARCO劇場にて、目黒条訳、長塚圭史演出で上演された。パドレイク役は北村有起哉、マレード役はさとうやすえ、デイヴィー役は中山祐一朗、ブレンダン役は加藤啓、ジェイムズ役は保村大和、ジョーイ役は六角慎司、クリスティ役は三宅弘城、ダニー役は板尾創路がつとめた。長塚が自作以外で演出を手がけた舞台は本作が初めてである。
本公演は2006年6月から7月にかけて東京グローブ座でプレビュー公演ののち、PARCO劇場で再演された。名古屋市の金山にある市民会館中ホールでも上演されている。パドレイク役を高岡蒼甫、マレード役を岡本綾、デイヴィー役を少路勇介、ブレンダン役をチョウソンハ、ジェイムズ役を今奈良孝行、ジョーイ役を富岡晃一郎、クリスティ役を堀部圭亮、ダニー役を木村祐一がつとめた。演出家の長塚はこのプロダクションで読売演劇大賞優秀演出家賞を受賞している。

### その他の言語
ハンガリー語版が2002年9月にブダペストで、2003年11月にカポシュヴァールで上演され、この二つは非常に異なるアプローチによる演出であった。前者は様式的な演出スタイルをとっていたが、後者はライヴのロック演奏などを取り入れた派手な笑劇であった。
トルコ語版が2003年12月、イスタンブール爆弾テロ事件の直後に、イスタンブールにてメフメト・エルゲンの演出・翻訳により上演された。また、ペルーのリマにあるテアトロ・ラ・プラザISILでEl Teniente de Inishmoreとして2008年に上演されている。2014年にはイランのテヘランで上演されている。

## 受賞
- 2003 Olivier Award for Best New Comedy
- 2006 Alfréd Radok Award for Best Play
- 2006 Lucille Lortel Award for Outstanding Play
- 2006 Lucille Lortel Award for Outstanding Lead Actor - デイヴィッド・ウィルモット
- 2006 Obie Award for Playwriting - マーティン・マクドナー
- 2007 読売演劇大賞優秀演出家賞 - 長塚圭史[32]
- 2009 Jeff Award for Outstanding Achievements in Special Effects - スティーヴ・トリン
- 2009 San Francisco Bay Area Critics Circle Award for Best Supporting Actor - アダム・ファラビー
- 2009 San Francisco Bay Area Critics Circle Award for Fight Director - デイヴ・メイアー
- 2009 San Francisco Bay Area Critics Circle Award for Best Ensemble
- 2010 Los Angeles Drama Critics Circle Award for Lead Performance - クリス・パイン[36]

## 戯曲の刊行情報
- McDonagh, Martin (2001). The Lieutenant of Inishmore. London: Methuen. ISBN 0-413-76500-8
- マーティン・マクドナー 著、目黒条 訳『ウィー・トーマス』パルコ、2006年。[37]